# Luis Carlos Salvador Martínez
Luis Carlos Salvador Martínez (Zaragoza, España, 24 de agosto de 1968) es un exfutbolista español que se desempeñaba como delantero.

## Clubes
| Club                  | País                | Año                 | Partidos | Goles |
| --------------------- | ------------------- | ------------------- | -------- | ----- |
| Deportivo Aragón      | España              | 1986-1992           | 87       | 29    |
| Real Zaragoza         | España              | 1988-1992           | 35       | 2     |
| R. C. Celta de Vigo   | España              | 1992-1994           | 69       | 5     |
| C. A. Osasuna         | España              | 1994-1996           | 47       | 7     |
| Racing Club de Ferrol | España              | 1996-1997           | 26       | 3     |
| C. D. Binéfar         | España              | 1998-1999           | 7        | 0     |
| Total en su carrera   | Total en su carrera | Total en su carrera | 271      | 46    |

Incluye partidos de 1ª, 2ª, 2ªB, Copa del Rey y Promoción a Primera.

## Palmarés
- Subcampeón de la Copa del Rey con el Real Celta en la temporada 1993/94.